# Moufdi Zakaria

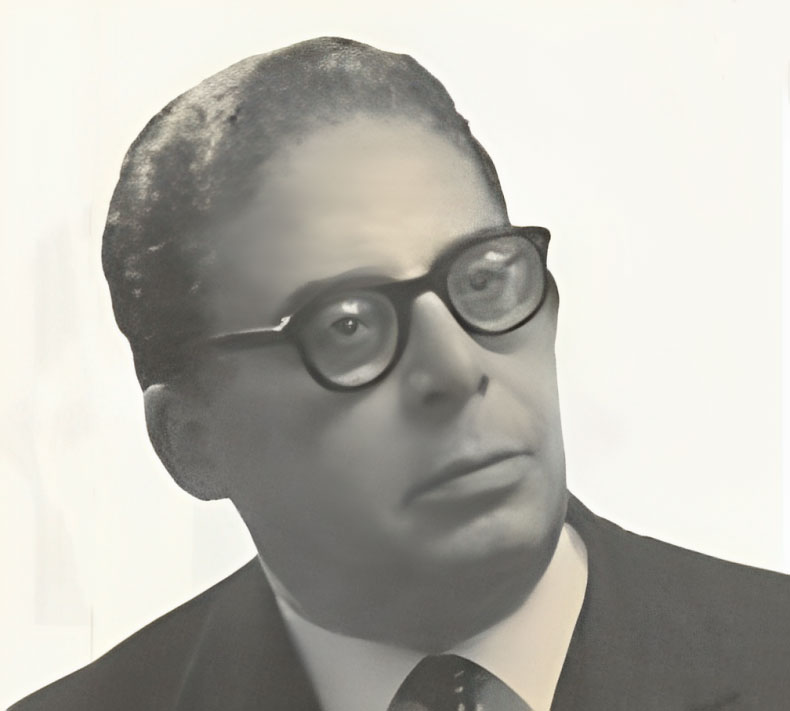
Moufdi Zakaria

Moufdi Zakaria (właśc. Cheikh Zakaria Ben Slimane Ben Yahia Ben Cheikh Slimane Ben Hadj Aissa, arab. مفدي زكريا, ur. 12 czerwca 1908 w mieście Ghardaja, zm. 17 sierpnia 1977 w Tunezji), algierski poeta, autor hymnu narodowego Algierii.
Urodził się i początkowo kształcił w regionie Mzab w Algierii, studiował zaś w Tunisie, gdzie poznał wielu poetów, m.in. Abou el Kacem Chebbiego. W roku 1925 jego poezja pojawiła się w tunezyjskiej prasie. Związał się z algierskim ruchem narodowym, za co znalazł się w więzieniu (umieszczony tam przez francuskich kolonizatorów). Przebywając w więzieniu napisał pieśń "Kassaman" / "Qassaman" (arab. قَسَمًا). Muzykę do tego utworu napisał Mohamed Triki, a potem Mohamed Fawzi. Poemat ten stał się hymnem Algierii, zaraz po tym gdy odzyskała niepodległość. 
Zmarł w 1977 w Tunezji; został pochowany w Algierii.